# Enfield EM2
Le Enfield EM-2, appelé aussi fusil No.9 Mk1 ou fusil de Janson, était un projet de fusil d'assaut britannique.
L'arme a été brièvement adoptée par les forces britanniques en 1951, avant d'être remplacée par des armes respectant les standards de l'OTAN.
L'arme était très innovante pour l'époque, avec une conception en bullpup et une munition de puissance intermédiaire, le .280 britannique. 
Cependant, la standardisation avec les standards de l'OTAN exigeait l'utilisation du calibre 7,62 × 51 mm, trop puissant pour que l'arme soit chambrée avec ce calibre.
Par conséquent, le Royaume-Uni adopta le FN FAL, et abandonna l'EM-2. Son type de munition, similaire au 7.92 kurz de la Wehrmacht ou au 7,62 × 39 mm M43 de l'Armée Rouge, caractéristique des fusils d'assauts, n'a pas été en usage par les forces de l'OTAN, jusqu'à 1963, avec le calibre 5.56.